# José González Morfín
José González Morfín (Cotija, Michoacán, 25 de julio de 1954) es un político mexicano, miembro del Partido Acción Nacional y Senador de 2006 a 2012, líder de la bancada del PAN en el Senado de la República desde el 29 de agosto de 2010. Fungió como diputado Federal plurinominal y se desempeñó como Presidente de la mesa directiva de la Cámara de Diputados de México en 2014.

## Carrera
José González Morfín es cirujano dentista y licenciado en derecho, egresado de la Universidad Nacional Autónoma de México. Miembro del PAN desde 1973, ha ocupado diversos cargos en la estructura del partido en su estado natal, como presidente del comité municipal en Uruapan o del comité estatal de Michoacán. En 1988 fue elegido diputado federal a la LIV Legislatura y luego fue diputado local en Michoacán de 1992 a 1995. En 2003 volvió a ser elegido diputado federal a la LIX Legislatura y de 2005 a 2006 fue el coordinador de la Diputados del PAN. Senador de la República s partir del primero de septiembre de 2006 hasta el 31 de agosto de 2012, con carácter plurinominal, por el PAN. En el Senado de la República ocupó la Presidencia de la Comisión de Administración (2006-2007), la Vicepresidencia de la Mesa Directiva (2007-2009).
Fue designado el 25 de agosto de 2009 como Secretario General del PAN. El 29 de agosto de 2010 fue nombrado Coordinador del PAN en el Senado en sustitución de Gustavo Madero Muñoz.
El 31 de agosto de 2011 fue elegido por mayoría de votos como Presidente del Senado de México para el tercer año de ejercicio.
Fungió como diputado Federal plurinominal por la LXII Legislatura, donde ocupó el cargo de Vicepresidente de la Mesa Directiva y Presidente del mismo órgano en substitución de Ricardo Anaya.
En 2015 fue invitado por la Universidad Panamericana como Director de la Facultad de Gobierno y Economía que sería fundada el siguiente año.
Desde entonces se dedica a formar jóvenes con vocación de servicio a la nación para ser los futuros gobernantes.